# Jim Larrañaga
James "Jim" Larrañaga, (El Bronx, Nueva York, 2 de octubre de 1949) es un exentrenador de baloncesto estadounidense con una longeva carrera en los banquillos de la NCAA. Es el padre del también profesional Jay Larrañaga.

## Trayectoria entrenador
- Davidson College (1971–1976 (asst.)
- American International (1977–1979)
- Universidad de  Virginia (1979–1986) (asst.)
- Universidad Estatal de Bowling Green (1986–1997)
- Universidad de  George Mason (1997–2011)
- Universidad de Miami (2011–2024)